# Phaio stratiotes
Phaio stratiotes är en fjärilsart som beskrevs av Dyar 1914. Phaio stratiotes ingår i släktet Phaio och familjen björnspinnare. Inga underarter finns listade i Catalogue of Life.